# Slängsåstjärnen
Slängsåstjärnen är en sjö i Hudiksvalls kommun i Hälsingland och ingår i Harmångersåns huvudavrinningsområde. Sjön har en area på 0,0667 kvadratkilometer och ligger 247 meter över havet.

## Delavrinningsområde
Slängsåstjärnen ingår i det delavrinningsområde (688549-153581) som SMHI kallar för Mynnar i Fångån. Medelhöjden är 290 meter över havet och ytan är 13,91 kvadratkilometer. Det finns inga avrinningsområden uppströms utan avrinningsområdet är högsta punkten. Vattendraget som avvattnar avrinningsområdet har biflödesordning 3, vilket innebär att vattnet flödar genom totalt 3 vattendrag innan det når havet efter 69 kilometer. Avrinningsområdet består mestadels av skog (79 procent). Avrinningsområdet har 0,07 kvadratkilometer vattenytor vilket ger det en sjöprocent på 0,5 procent.